# Liste des albums musicaux numéro un au Billboard 200 en 1997
Cette page présente les albums musicaux numéro 1 chaque semaine en 1997 au Billboard 200, le classement officiel des ventes d'albums aux États-Unis établi par le magazine Billboard. Les cinq meilleures ventes annuelles sont également listées.

## Classement hebdomadaire
| Date         | Artiste(s)                | Titre                                                              | Référence |
| ------------ | ------------------------- | ------------------------------------------------------------------ | --------- |
| 4 janvier    | No Doubt                  | Tragic Kingdom                                                     |           |
| 11 janvier   | No Doubt                  | Tragic Kingdom                                                     |           |
| 18 janvier   | No Doubt                  | Tragic Kingdom                                                     |           |
| 25 janvier   | No Doubt                  | Tragic Kingdom                                                     |           |
| 1er février  | No Doubt                  | Tragic Kingdom                                                     |           |
| 8 février    | No Doubt                  | Tragic Kingdom                                                     |           |
| 15 février   | Divers artistes           | Gridlock'd (Bande originale du film)                               |           |
| 22 février   | No Doubt                  | Tragic Kingdom                                                     |           |
| 1er mars     | LeAnn Rimes               | Unchained Melody: The Early Years                                  |           |
| 8 mars       | Live                      | Secret Samadhi                                                     |           |
| 15 mars      | Divers artistes           | Private Parts: The Album (Bande originale du film Parties intimes) |           |
| 22 mars      | U2                        | Pop                                                                |           |
| 29 mars      | Scarface                  | The Untouchable                                                    |           |
| 5 avril      | Aerosmith                 | Nine Lives                                                         |           |
| 12 avril     | The Notorious B.I.G.      | Life After Death                                                   |           |
| 19 avril     | The Notorious B.I.G.      | Life After Death                                                   |           |
| 26 avril     | The Notorious B.I.G.      | Life After Death                                                   |           |
| 3 mai        | The Notorious B.I.G.      | Life After Death                                                   |           |
| 10 mai       | Mary J. Blige             | Share My World                                                     |           |
| 17 mai       | George Strait             | Carrying Your Love with Me                                         |           |
| 24 mai       | Spice Girls               | Spice                                                              |           |
| 31 mai       | Spice Girls               | Spice                                                              |           |
| 7 juin       | Spice Girls               | Spice                                                              |           |
| 14 juin      | Spice Girls               | Spice                                                              |           |
| 21 juin      | Wu-Tang Clan              | Wu-Tang Forever                                                    |           |
| 28 juin      | Bob Carlisle              | Butterfly Kisses (Shades of Grace)                                 |           |
| 5 juillet    | Bob Carlisle              | Butterfly Kisses (Shades of Grace)                                 |           |
| 12 juillet   | Spice Girls               | Spice                                                              |           |
| 19 juillet   | The Prodigy               | The Fat of the Land                                                |           |
| 26 juillet   | Divers artistes           | Men in Black: The Album (Bande originale du film Men in Black)     |           |
| 2 août       | Divers artistes           | Men in Black: The Album (Bande originale du film Men in Black)     |           |
| 9 août       | Puff Daddy and the Family | No Way Out                                                         |           |
| 16 août      | Bone Thugs-N-Harmony      | The Art of War                                                     |           |
| 23 août      | Puff Daddy and the Family | No Way Out                                                         |           |
| 30 août      | Puff Daddy and the Family | No Way Out                                                         |           |
| 6 septembre  | Fleetwood Mac             | The Dance                                                          |           |
| 13 septembre | Puff Daddy and the Family | No Way Out                                                         |           |
| 20 septembre | Master P                  | Ghetto D                                                           |           |
| 27 septembre | LeAnn Rimes               | You Light Up My Life: Inspirational Songs                          |           |
| 4 octobre    | Mariah Carey              | Butterfly                                                          |           |
| 11 octobre   | Boyz II Men               | Evolution                                                          |           |
| 18 octobre   | LeAnn Rimes               | You Light Up My Life: Inspirational Songs                          |           |
| 25 octobre   | Janet Jackson             | The Velvet Rope                                                    |           |
| 1er novembre | LeAnn Rimes               | You Light Up My Life: Inspirational Songs                          |           |
| 8 novembre   | The Firm                  | The Firm - The Album                                               |           |
| 15 novembre  | Ma$e                      | Harlem World                                                       |           |
| 22 novembre  | Ma$e                      | Harlem World                                                       |           |
| 29 novembre  | Barbra Streisand          | Higher Ground                                                      |           |
| 6 décembre   | Metallica                 | ReLoad                                                             |           |
| 13 décembre  | Garth Brooks              | Sevens                                                             |           |
| 20 décembre  | Garth Brooks              | Sevens                                                             |           |
| 27 novembre  | Garth Brooks              | Sevens                                                             |           |

## Classement annuel
Les 5 meilleures ventes d'albums de l'année aux États-Unis selon Billboard :
1. Spice Girls  - Spice
2. No Doubt - Tragic Kingdom
3. Céline Dion - Falling into You
4. Divers artistes - Space Jam (Bande originale du film)
5. Jewel - Pieces of You